# Ian Munro (Ichthyologe)
Ian Stafford Ross Munro (* 4. Mai 1919 in Brisbane, Australien; † 22. Januar 1994) war ein australischer Ichthyologe, der sich insbesondere mit den Fischen des indo-pazifischen Raumes beschäftigte.
Munro verbrachte seine Kindheit in Brisbane und besuchte dort die Brisbane Grammar School. 1941 graduierte er zum Bachelor of Science an der Universität von Queensland mit einer Arbeit über die Untersuchung der Küstenlinie und planktonischen Lebensgemeinschaft einer Mangroveninsel in der Moreton Bay. Anschließend erweiterte er für einige Monate seine praktischen Forschungserfahrungen an der CSIRO Division of Fisheries in Cronulla, einem Vorort von Sydney. Danach erhielt er ein Stipendium an der Universität von Queensland, wo er Aspekte der Biologie der Torpedo-Makrele (Scomberomorus commerson) untersuchte.
Nach kurzer Unterbrechung der wissenschaftlichen Tätigkeiten durch Militärdienst konnte er 1943 seine Arbeit in Brisbane fortsetzen und seine Masterarbeit über die Biologie der Meerbrassen Arten Acanthopagrus australis und Acanthopagrus butcheri abschließen.

## Werke (Auswahl)
- Ian S. R. Munro: The marine and fresh water fishes of Ceylon. Dept. of External Affairs, Canberra 1955.
- Ian S. R. Munro: The fishes of the New Guinea region: a check-list of the fishes of New Guinea incorporating records of species collected by the Fisheries Survey Vessel "Fairwind" during the years 1948 to 1950. Dept. of Agriculture, Stock and Fisheries, Port Moresby 1958.
- Ian S. R. Munro: Handbook of Australian fishes. Publicity Press, Sydney 1970.
- Ian S. R. Munro: Atlas of operational, environmental, and biological data from the Gulf of Carpentaria prawn survey, 1963-65. Part 1. Introduction. CSIRO, Cronulla 1983, ISBN 0-643-02980-X.
- Ian S. R. Munro: Atlas of operational, environmental, and biological data from the Gulf of Carpentaria prawn survey, 1963-65. Part 2. Survey operations. CSIRO, Cronulla 1984, ISBN 0-643-02981-8.
- Ian S. R. Munro: Atlas of operational, environmental, and biological data from the Gulf of Carpentaria prawn survey, 1963-65. Part 3. Physical and chemical environment. CSIRO, Cronulla 1984.